# 1279-1270 v.Chr.
De jaren 1279-1270 v.Chr. (van de christelijke jaartelling) zijn een decennium in de 13e eeuw v.Chr..

## Gebeurtenissen

### Griekenland
- 1277 v.Chr. - Hoge Koning Erystheus (1277 - 1242 v.Chr.) heerser van Mycene.
- 1276 v.Chr. - De stad Thebe wordt getroffen door de pest.

### Klein-Azië
- 1275 v.Chr. - Koning Muwatalli II van de Hettieten, herovert het gebied van de Amorieten in Syrië.
- 1272 v.Chr. - Koning Mursili III (1272 - 1267 v.Chr.) bestijgt de troon van het Hettitische Rijk.

### Mesopotamië
- 1275 v.Chr. - Koning Untash Napirisha (1275 - 1240 v.Chr.) heerser van het koninkrijk Elam.

### Assyrië
- 1275 v.Chr. - Koning Shalmaneser I (1275 - 1245 v.Chr.) regeert over het Assyrische Rijk.
- 1271 v.Chr. - Shalmaneser I onderwerpt het koninkrijk Urartu en annexeert de vazalstaat Mitanni.
- 1270 v.Chr. - De Guti een volksstam uit het Zagros-gebergte valt met strijdwagens Assyrië binnen.

### Egypte
- 1274 v.Chr. - Slag bij Qadesh: Farao Ramses II wordt door de Hettieten in een hinderlaag gelokt en moet zich terugtrekken.
- De machtsstrijd tussen Egypte en de Hettieten om het gezag van Syrië wordt bij Kadesh uitgevochten. Koning Muwatalli II steekt met een legermacht van 20.000 man en 3.000 strijdwagens de rivier Orontes over en valt het Egyptische leger aan. De Egyptische divisies Amon en Ra worden door de Hettieten overrompeld, het Egyptische legerkamp wordt geplunderd. Ramses II moet zich terugtrekken en weet ternauwernood te ontsnappen aan gevangenschap. Mede door versterkingen kunnen de Egyptenaren zich hergroeperen en dringen de Hettieten uiteindelijk terug over de Orontes. De veldslag eindigt onbeslist.

<< · 1299-1290 · 1289-1280 · 1279-1270 · 1269-1260 · 1259-1250 · 1249-1240 · 1239-1230 · 1229-1220 · 1219-1210 · 1209-1200 · >>